# 邦诺 (南卡罗来纳州)
邦诺（英文：Bonneau），是美国南卡罗来纳州下属的一座城市。城市类型是“Town”。其面积大约为2.39平方英里（6.18平方公里）。根据2010年美国人口普查，该市有人口487人，人口密度约为每平方 英里204.02人（约合每平方公里78.78人）。